# Cheilopogon abei
Cheilopogon abei är en fiskart som beskrevs av Parin, 1996. Cheilopogon abei ingår i släktet Cheilopogon och familjen Exocoetidae. Inga underarter finns listade i Catalogue of Life.